# Rutger Groot Wassink
Rutger Groot Wassink (Doetinchem, 5 juli 1974) is een Nederlands politicus van GroenLinks (GL). Hij is sinds 2018 wethouder Sociale Zaken, Diversiteit en Democratisering in Amsterdam. Eerder was hij voorzitter van de gemeenteraadsfractie van GroenLinks.

## Loopbaan
Rutger Groot Wassink volgde de mavo en de havo op het Ulenhofcollege in Doetinchem. Hij bleef twee keer zitten, maar haalde zijn havo-diploma en volgde daarna de lerarenopleiding Geschiedenis in Nijmegen. Hij studeerde vervolgens eerst een jaar Ruslandkunde aan de Universiteit Utrecht, en stapte daarna over op geschiedenis. Hij studeerde af in de politieke geschiedenis met een scriptie over de ideologie van de Rote Armee Fraktion (RAF). Na zijn studie was hij achtereenvolgens projectmedewerker bij het partijbureau van GroenLinks, beleidsmedewerker bij de Federatie Nederlandse Vakbeweging (FNV) en politiek coördinator bij de Tweede Kamerfractie van GroenLinks. In 2008 richtte hij samen met anderen Papa+ op, een actiegroep die zich inzette voor een betere verdeling van arbeid en zorg.
In 2006 werd Groot Wassink gekozen in de raad van stadsdeel Westerpark en in 2008 werd hij fractievoorzitter. In 2009 schreef hij mee aan het verkiezingsprogramma van GroenLinks Amsterdam en werd hij gekozen tot lijsttrekker van GroenLinks Amsterdam West. Na de verkiezing was hij fractievoorzitter, totdat hij in 2011 zijn zetel opgaf om Bart Snels op te volgen als politiek coördinator van GroenLinks in de Tweede Kamer. In 2012 werd hij persoonlijk medewerker van Bram van Ojik en keerde hij terug in de deelraad Amsterdam-West. In 2013 werd hij in een ledenreferendum gekozen tot lijsttrekker van GroenLinks Amsterdam. Tussen 2014 en 2018 was hij vervolgens fractievoorzitter van GroenLinks in de gemeenteraad van Amsterdam. 
Bij de gemeenteraadsverkiezingen van maart 2018 werd Groot Wassink opnieuw lijsttrekker. Toen hij meeliep in een demonstratie tegen racisme werd hij volgens Het Parool onthaald als de leider van links. GroenLinks werd in Amsterdam met tien zetels vervolgens de grootste partij en haalde mede daardoor de burgemeestersbenoeming van Femke Halsema binnen. Hij leidde de onderhandelingen die leidden tot een college van GroenLinks, PvdA, SP en D66, wat voor premier Mark Rutte reden was om te stellen dat Amsterdam 'verloren' was aan links. Groot Wassink werd zelf wethouder. Het tijdschrift Elsevier bestempelde hem als 'machtigste man van Amsterdam'.
Als wethouder werd hij verantwoordelijk voor sociale zaken, diversiteit en democratisering. Hij maakte zich sterk voor de opvang van ongedocumenteerden in Amsterdam.
In 2021 schreef De Telegraaf dat hij deed alsof hij op vakantie was toen een kritisch rapport over homohaat uitkwam. De reden zou zijn dat hij de pers dan niet te woord hoefde te staan. In 2024 stapte hij op als voorzitter van de asielcommissie van de Vereniging van Nederlandse Gemeenten (VNG). Reden was de formatie van het kabinet-Schoof, waarin de PVV een grote rol zou gaan spelen op het gebied van asiel en migratie en daar ook de bewindspersonen voor zou leveren. Met hen wilde Groot Wassink niet gaan samenwerken. Hij bleef wel lid van deze commissie.